# Problemes relacionats amb els drets humans en la pandèmia de COVID-19
Durant la pandèmia de COVID-19, es van denunciar violacions de drets humans, com censura, discriminació, detenció arbitrària o xenofòbia a diferents parts del món. Amnistia Internacional ha respost que "Les violacions dels drets humans impedeixen, més que facilitar les respostes a les emergències de salut pública i menystenen la seva eficiència".

## Censura anticipada
El govern de la Xina va imposar la censura precoç per suprimir informació sobre el coronavirus i els perills que suposa per a la salut pública. Hi va haver crítiques que es va permetre que l'epidèmia es propagués durant setmanes abans que es realitzessin esforços per contenir el virus. Li Wenliang, el metge xinès que va alertar els seus companys sobre coronavirus va ser detingut i censurat per "difondre rumors falsos". Va sucumbir a la infecció i va morir més tard. El tribunal suprem de la Xina va rebutjar la difusió del coronavirus com a "remor". Amnistia Internacional va criticar que l'agressiu exercici de pressió de la Xina amb l'Organització Mundial de la Salut implicava minimitzar la gravetat del brot.

## Dret a la salut
A la Xina, els pacients van haver de ser allunyats dels hospitals després d'hores de fer cua a causa de l'elevat nombre de malalts. Es va detectar escassetat de proves i tractament de material. A causa de l'elevat volum d'entrada de pacients a Itàlia, els metges es van veure obligats a decidir si havien de tractar o no a la gent gran, deixant-los morir. La foto d'una infermera que es va ensorrar a causa d'una gran quantitat de treball en un hospital italià va ser àmpliament circulada com a símbol del sistema desbordat.

## Discriminació i xenofòbia
Hi ha hagut informes d'augment del racisme contra els asiàtics, particularment dels xinesos a Europa i Amèrica. El Comitè d'Emergències de l'Organització Mundial de la Salut va emetre una declaració que aconsellava que tots els països tinguessin present els "principis de l'article 3 de l'IHR (el Reglament internacional de salut)", que l'OMS diu que és una precaució contra les "accions que promouen l'estigma o la discriminació" en realitzar mesures de resposta nacional davant del brot.

## Supressió de la informació
Amnistia Internacional informà que el govern xinès ha censurat nombrosos articles relacionats amb la pandèmia de coronavirus a la Xina. Nicholas Bequelin, director regional d'Amnistia Internacional ha criticat que "les autoritats xineses corren el risc de retenir informació que pugui ajudar la comunitat mèdica a combatre el coronavirus i ajudar la gent a protegir-se de la seva exposició".

## Assetjament i intimidació
Els activistes que compartien informació sobre la situació de pandèmia de coronavirus a la Xina van ser intimidats i assetjats.

## Control desproporcionat de fronteres i quarantena
El govern australià va enviar centenars d'australians a un centre de detenció d'immigracions a l'illa de Nadal, on les condicions eren prèviament qualificades d'"inhumanes" per l'Associació Mèdica Australiana.